# Retropropulsión espacial eléctrica

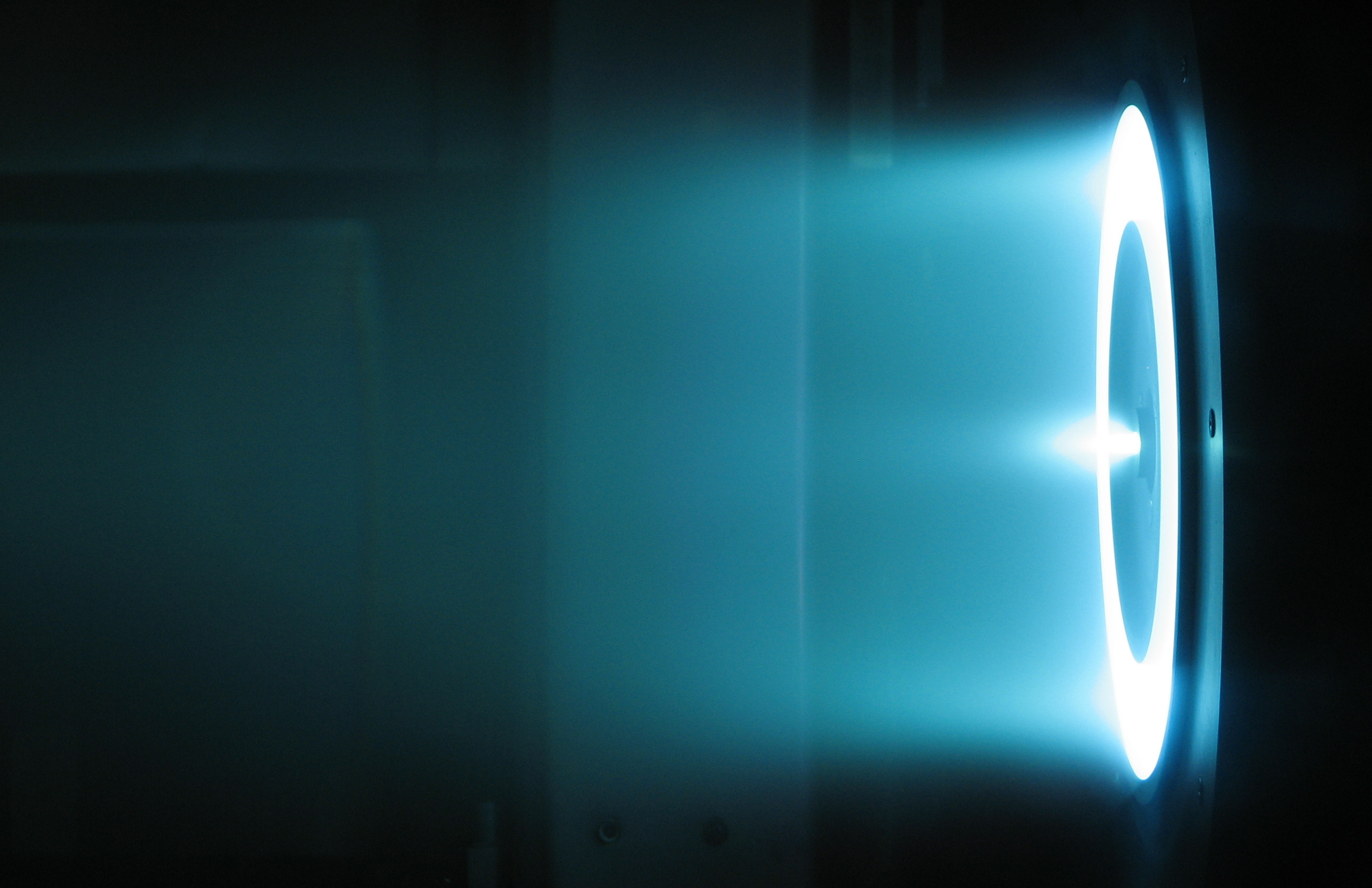
Propulsor Hall de 6 kW en funcionamiento en el Laboratorio de Propulsión a Chorro de la NASA.

Un sistema eléctrico de retropropulsión espacial usa energía eléctrica para cambiar la velocidad de una nave espacial. La mayoría de estos sistemas de retropropulsión espacial utilizan campos electromagnéticos para expulsar propelente (masa de reacción) con gran rapidez. Las correas electrodinámicas, otro ejemplo de propulsión eléctrica, interactúan con el campo magnético de un planeta. Típicamente, los propulsores eléctricos ofrecen una mayor duración de empuje por unidad de masa de propelente que los cohetes químicos. Cuando se comparan con cohetes químicos, los sistemas de retropropulsión espacial eléctrica tienen un empuje menor debido a limitaciones en cuanto a la cantidad de energía eléctrica de la que disponen; pero, la propulsión eléctrica puede proveer con un pequeño empuje por un mayor período de tiempo. Satélites rusos han usado retropropulsión eléctrica por varias décadas. El uso de este tipo de sistema de propulsión en satélites occidentales (los cuales lo usan para mantener sus posiciones orbitales norte-sur o para levantar sus órbitas) es más reciente.
La propulsión eléctrica es ahora una tecnología madura y ampliamente utilizada en naves espaciales. Los satélites rusos han utilizado la propulsión eléctrica durante décadas y se prevé que para 2020, la mitad de todos los nuevos satélites llevarán propulsión eléctrica completa. A partir de 2013, más de 200 naves espaciales operadas en todo el sistema solar utilizan la propulsión eléctrica para el mantenimiento de estaciones, la elevación de la órbita o la propulsión primaria. En el futuro, los propulsores eléctricos más avanzados podrán impartir un Delta-v de 100 km / s, lo que es suficiente para llevar una nave espacial a los planetas exteriores del Sistema Solar (con energía nuclear), pero es insuficiente para la interacción interestelar Viaje. Además, un electro-cohete con una fuente de energía externa (transmisible a través del láser en los paneles solares) tiene una posibilidad teórica para el vuelo interestelar. Sin embargo, la propulsión eléctrica no es un método adecuado para lanzamientos desde la superficie de la Tierra, ya que el empuje para tales sistemas es demasiado débil.

## Historia
La idea de la propulsión eléctrica para las naves espaciales se remonta a 1911, introducida en una publicación de Konstantín Tsiolkovski. Anteriormente, Robert Goddard había notado tal posibilidad en su cuaderno personal. 
La primera propulsión eléctrica diseñada y probada en el mundo fue en 1929-1931 en Leningrado. Ya en 1950, por iniciativa de S.P. Korolev, I.V. Kurchatov y L.A. Artsimovich adoptó un programa de investigación y desarrollo de varios motores de cohetes eléctricos.
La propulsión eléctrica con un reactor nuclear fue considerada por el Dr. Tony Martin para el proyecto interestelar Daedalus en 1973, pero el enfoque novedoso fue rechazado por el empuje muy bajo, el equipo pesado necesario para convertir la energía nuclear en electricidad y como resultado un pequeño Aceleración, que llevaría un siglo alcanzar la velocidad deseada. 
La demostración de la propulsión eléctrica se hizo con un motor de iones llevado a bordo de la nave espacial SERT-1 (Space Rocket Test), lanzado el 20 de julio de 1964 y operado durante 31 minutos. Una misión de seguimiento lanzada el 3 de febrero de 1970, SERT-2, llevó a cabo dos propulsores de iones, uno durante más de cinco meses y el otro durante casi tres meses. 
A principios de 2010, muchos fabricantes de satélites estaban ofreciendo opciones de propulsión eléctrica en sus satélites -en su mayoría para el control de la actitud en órbita- mientras que algunos operadores de satélites de comunicaciones comerciales comenzaban a utilizarlos para la inserción de órbita geosíncrona en lugar de los motores de cohetes químicos tradicionales. 

## Tipos

### Impulsores de Ion y plasma
Este tipo de motor de reacción tipo cohete utiliza energía eléctrica para obtener el empuje del propulsor transportado con el vehículo. A diferencia de los motores de cohetes, este tipo de motores no tienen necesariamente boquillas de cohete, y por lo tanto muchos tipos no se consideran cohetes verdaderos.
Los propulsores de propulsión eléctrica para naves espaciales pueden agruparse en tres familias según el tipo de fuerza utilizada para acelerar los iones del plasma:

#### Electrostática

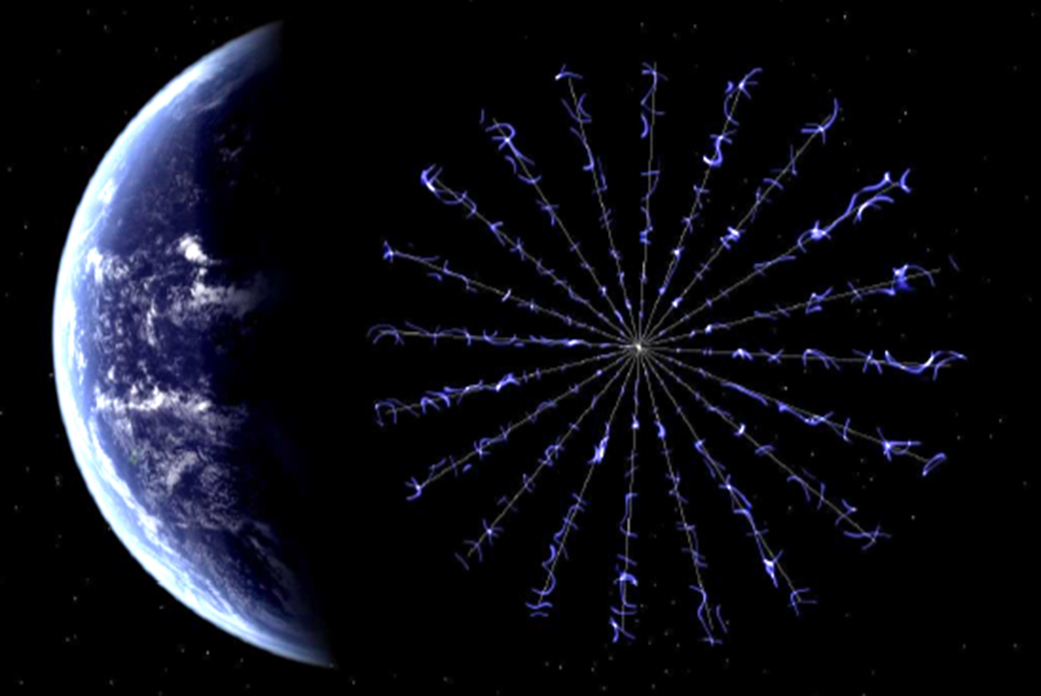
El concepto Heliopause Sistema de Tránsito Rápido Electrostático (HERTS) está actualmente siendo probado y puede tomar solo 10 a 15 años para hacer el viaje de más de 100 Unidades Astronómicas (15 Miles de millones de kilómetros). HERTS usaría una vela solar eléctrica avanzada que funciona extendiendo múltiples, 20 kilómetros o tan largo, 1 milímetro delgado, cargados positivamente los alambres de una nave espacial rotatoria. La fuerza electrostática generada repele protones de viento solar de movimiento rápido para crear empuje. Comparado con una vela reflectante de luz solar, otro sistema de propulsión sin propulsión de espacio profundo, la vela solar eléctrica podría seguir acelerándose a mayores distancias del Sol, desarrollando aun un empuje mientras navegaba hacia los planetas exteriores.

Si la aceleración es causada principalmente por la fuerza de Coulomb (es decir, aplicación de un campo eléctrico estático en la dirección de la aceleración) el dispositivo se considera electrostático.
- Propulsor de iones de rejilla
- Preparación de aplicaciones de tecnología solar NASA (NSTAR)
- HiPEP
- Propulsor de iones de radiofrecuencia
- Propulsor a efecto Hall
- SPT - Propulsor de plasma estacionario
- TAL - Propulsor con capa de ánodo
- Hélice de ion coloidal
- Propulsión eléctrica de emisión de campo
- Hélice de extracción de campo de nanopartículas
- Contacto impulsor de iones
- Propulsor de iones de separador de plasma
- Propulsor de iones radioisotópicos
- Vela eléctrica

#### Electrotermal
La categoría electrotérmica agrupa los dispositivos en los que se utilizan campos electromagnéticos para generar un plasma para aumentar la temperatura del propulsor en masa. La energía térmica impartida al gas propulsor se convierte entonces en energía cinética mediante una boquilla de material sólido o campos magnéticos. Los gases de bajo peso molecular (por ejemplo, hidrógeno, helio, amoníaco) son propelentes preferidos para este tipo de sistema.
Un motor electrotérmico utiliza una boquilla para convertir el calor de un gas en el movimiento lineal de sus moléculas por lo que es un verdadero cohete aunque la energía que produce el calor proviene de una fuente externa.
El rendimiento de los sistemas electrotérmicos en términos de impulso específico (Isp) es algo modesto (500 a ~ 1000 segundos), pero supera el de los propulsores de gas frío, los cohetes monopropelentes e incluso la mayoría de los cohetes bipropelentes. En la URSS, se utilizaron motores electrotérmicos desde 1971; Las series soviéticas "Meteor-3", "Meteor-Priroda", "Resurs-O" y el satélite ruso "Elektro" están equipadas con ellas. Los sistemas electrotérmicos de Aerojet (MR-510) se utilizan actualmente en los satélites Lockheed Martin A2100 usando hidrazina como propelente.
- Cohete arcjet
- Microondas de arco
- Resistojet

#### Electromagnético
Si los iones son acelerados por la fuerza de Lorentz o por el efecto de un campo electromagnético donde el campo eléctrico no está en la dirección de la aceleración, el dispositivo se considera electromagnético.
- Hélice de plasma sin electrodos
- Propulsor MPD
- Propulsor inductivo pulsado
- Hélice de plasma pulsado
- Impulsor helicoidal de doble capa
- Motor de magnetoplasma de impulso específico variable (VASIMR)

### Impulsores no iónicos

#### Fotónicos
La impulsión fotónica no expulsa la materia para el empuje de la reacción, solamente fotones.

#### Correa electrodinámica
Las correas electrodinámicas son cables conductores largos, tales como uno desplegado desde un satélite atado o amarrado, que puede operar sobre principios electromagnéticos como generadores, convirtiendo su energía cinética en energía eléctrica, o como motores, convirtiendo energía eléctrica en energía cinética. El potencial eléctrico se genera a través de una correa conductora por su movimiento a través del campo magnético de la Tierra. La elección del conductor metálico que se va a utilizar en una atadura electrodinámica está determinada por una diversidad de factores. Los factores primarios suelen incluir alta conductividad eléctrica y baja densidad. Los factores secundarios, dependiendo de la aplicación, incluyen costo, fuerza y punto de fusión.

#### No convencional
El principio de acción de estos dispositivos teóricos no está bien explicado por las leyes de la física actualmente entendidas.
- Impulsor de Plasma de Vacío Quantum
- EM Drive o Cannae Drive

### Constante vs. inestable
Los sistemas de propulsión eléctrica también pueden caracterizarse como estables (combustión continua durante una duración prescrita) o inestables (las descargas pulsadas se acumulan en un impulso deseado). Sin embargo, estas clasificaciones no son exclusivas de los sistemas de propulsión eléctrica y pueden aplicarse a todos los tipos de motores de propulsión.

## Propiedades dinámicas
Los motores de cohetes accionados eléctricamente proporcionan un empuje inferior comparado con los cohetes químicos por varios órdenes de magnitud debido a la energía eléctrica limitada que es posible proporcionar en una nave espacial. [3] Un cohete químico imparte energía a los productos de la combustión directamente, mientras que un sistema eléctrico requiere varios pasos. Sin embargo, la velocidad alta y la menor masa de reacción gastada para el mismo empuje permite que los cohetes eléctricos funcionen durante mucho tiempo. Esto difiere de la típica nave espacial de propulsión química, donde los motores funcionan solo en intervalos cortos de tiempo, mientras que la nave espacial sigue en su mayoría una trayectoria inercial. Cuando cerca de un planeta, la propulsión de bajo empuje no puede compensar la atracción gravitatoria del planeta. Un motor de cohete eléctrico no puede proporcionar suficiente empuje para levantar el vehículo de la superficie de un planeta, pero un empuje bajo aplicado durante un largo intervalo puede permitir que una nave espacial maniobre cerca de un planeta.